# Alafia vallium
Alafia vallium är en oleanderväxtart som beskrevs av Marcel Pichon. Alafia vallium ingår i släktet Alafia och familjen oleanderväxter. Inga underarter finns listade i Catalogue of Life.